# Cuscuta mexicana
Cuscuta mexicana är en vindeväxtart som beskrevs av Truman George Yuncker. Cuscuta mexicana ingår i släktet snärjor, och familjen vindeväxter. Inga underarter finns listade i Catalogue of Life.